# Stenogobius hawaiiensis
Stenogobius hawaiiensis är en fiskart som beskrevs av Watson, 1991. Stenogobius hawaiiensis ingår i släktet Stenogobius och familjen smörbultsfiskar. Inga underarter finns listade i Catalogue of Life.